# Litoměřická pieta
Litoměřická pieta (po 1415) je kvalitní pieta řazená do okruhu řezbářské dílny Mistra Týnské Kalvárie. Jejím objednavatelem byl patrně litoměřický probošt Vilém Zajíc, bratr pražského arcibiskupa Zbyňka Zajíce z Hasenburka.

## Popis a zařazení
Dřevěná socha, vzadu vyhloubená, výška 110 cm. Zlacení pochází z období baroka a překrývá starší polychromii. V době baroka byl domodelován také poškozený nos a zřejmě i ústa.
Panna Marie sedí vzpřímeně na jednoduchém trůnu, s tváří mírně pootočenou k hlavě Krista a pohledem upřeným k věřícím. Levou rukou pozdvihla bezvládnou ruku mrtvého Krista a přitiskla ji k hrudi, pravou podpírá jeho hlavu. Výraz utrpení v její tváři značí bolestí zkřivená ústa, zapadlé oči a svraštělé čelo. Rouška Panny Marie spadá na pravé straně ve volných záhybech a na opačné straně je její cíp přeložen příčně přes hruď. Šat tvoří na krku dlouhý límec a na rukávech je nařasen rovnými širšími kličkovitými vrypy. Mezi koleny je plášť řasen hlubokými mísovitými záhyby ve tvaru V a na levém koleni rozprostřen v trubicové kaskádě. Jeho cíp podkládá Kristova chodidla. Z pravého kolene, které je poněkud výše, spadá dlouhý kornoutovitý záhyb, který je zakončen v měkkém ohybu na podstavci.
Štíhlé a subtilní tělo Krista tvoří oblouk až k hlavě zvrácené dozadu. Modelace těla, rukou i nohou respektuje anatomii a je podána realisticky. Jsou zvýrazněny prsní a krční svaly, žebra, svaly a šlachy rukou a nohou. Kristova úzká tvář se štíhlým a výrazným nosem má pootevřená ústa a přivřené oči. Lemují ji dlouhé prameny vlasů, rozdělené kolem ramene, a upravený nerozdělený vous zatočený do drobných šnekovitých spirál. Trnová koruna je patrně spletena z několika skutečných prutů. Bederní rouška, která sahá až ke kolenům, je řasená úzkými horizontálními záhyby.
Pieta typově navazuje na starší parléřovské horizontální piety (Pieta z kostela sv. Tomáše v Brně), ale svou modelací a kompozicí v dolní části je blízká symetrickým pietám krásného slohu, např. pietě z kostela sv. Alžběty ve Vratislavi. Gesto Marie, která zdvihla Kristovu ruku k hrudi, je známo rovněž u piet z kostela sv. Matěje ve Vratislavi, velké piety z Admontu nebo alabastrové piety z Louvru (okruh Mistra z Rimini). Hmotné a rozložité soše nechybí napětí, typické pro vrcholná díla krásného slohu, ale dílo zároveň předjímá nově vznikající pozdně gotické chápání sochařského tvaru. Oproti příbuzné Všeměřické pietě, která je diagonálního typu, jsou u litoměřické piety kolena Panny Marie oblá a jejich rozdílná výška je méně zvýrazněna, drapérie je silněji stylizovaná a ornamentalizovaná. 
Do okruhu děl Mistra Týnské Kalvárie (Mistra Dumlosů) zařadil pietu poprvé Erich Wiese roku 1928. S tvorbou Mistra Týnské Kalvárie spojuje pietu typika tváří i způsob modelace drapérií. Jeho dílnu charakterizují vyvážené kontrasty v modelaci Panny Marie a Krista nebo naturalistické pojetí tváří oproti idealizované skladbě drapérie. Oblá tvář Panny Marie s výraznou bradou s důlkem má nejbližší obdobu ve dvojici světic z Eriskirch, kde působil řezbář pocházející z dílny Mistra Týnské Kalvárie. Příbuznost s dalšími pietami ve Vratislavi a Krakově je vzhledem k přímému propojení tamního sochařství s pražskou tvorbou, ať už prostřednictvím importů, nebo pracemi hostujících pražských sochařů, otázkou dalšího bádání a nelze přesně určit směr vzájemného působení.
Existuje jistá pravděpodobnost, kterou zatím nedokládají žádné písemné prameny, že některý ze spolupracovníků, nebo dokonce větší skupina řezbářů z dílny Mistra Týnské Kalvárie, opustila v důsledku husitských bouří Prahu a působila na severu Čech a v obou Lužicích, kde se dochovala řada děl stylově svázaných s touto dílnou (Pieta z Jedlky, Pieta z Mikulášovic, Pieta z České Lípy, Pieta z muzea ve Zhořelci, socha z Radiboře v Lužici).

### Detaily

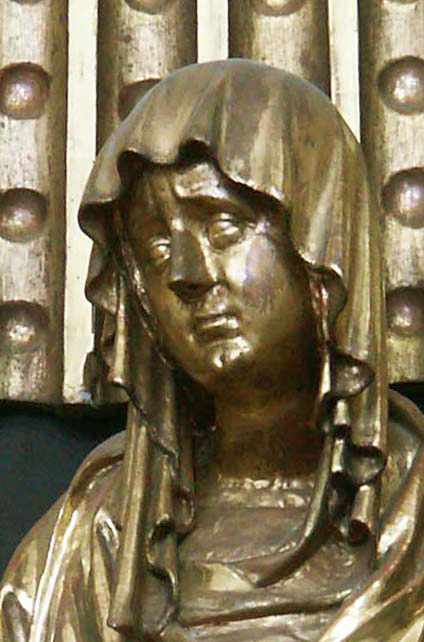
Litoměřická pieta, detail hlavy Panny Marie
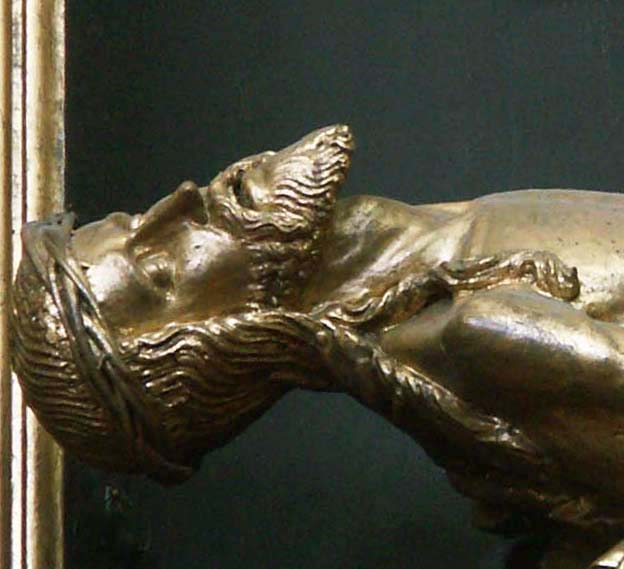
Litoměřická pieta, detail hlavy Krista
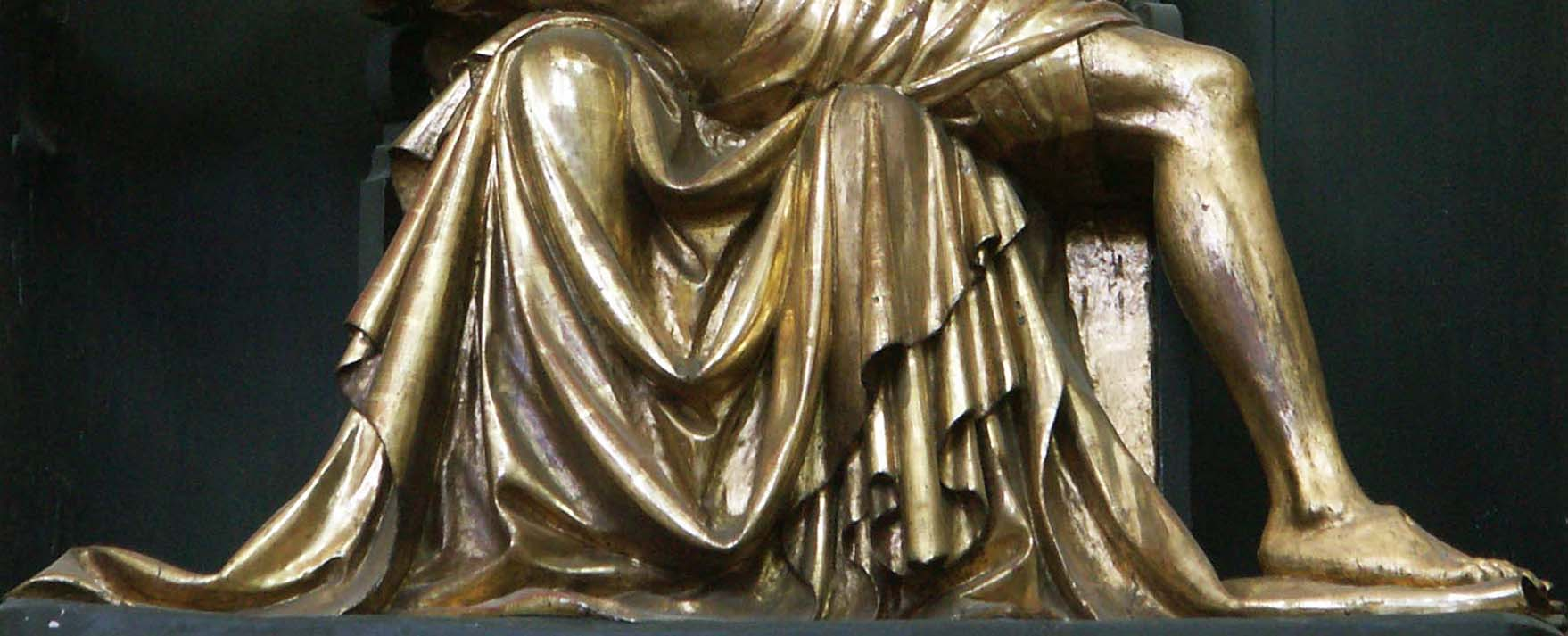
Litoměřická pieta, detail drapérie

### Příbuzná díla
- Pieta z Všeměřic
- Pieta z kostela sv. Tomáše v Brně
- Pieta z kostela sv. Matěje ve Vratislavi
- Pieta z kostela sv. Barbory ve Vratislavi
- Pieta z Admontu I
- alabastrová pieta z Louvru
- Světice z Eriskirch
- Pieta z Jedlky
- Pieta z Mikulášovic
- Pieta z České Lípy
- Pieta z muzea ve Zhořelci
- Socha z Radiboře